# Порт Оринџ (Флорида)
Порт Оринџ (енгл. Port Orange) град је у америчкој савезној држави Флорида. По попису становништва из 2010. у њему је живело 56.048 становника.

## Демографија
Према попису становништва из 2010. у граду је живело 56.048 становника, што је 10.225 (22,3%) становника више него 2000. године.
| Група             | 2000.          | 2010.          |
| Белци             | 42.941 (93,7%) | 49.392 (88,1%) |
| Афроамериканци    | 722 (1,6%)     | 1.855 (3,3%)   |
| Азијати           | 523 (1,1%)     | 1.261 (2,2%)   |
| Хиспаноамериканци | 1.151 (2,5%)   | 2.535 (4,5%)   |
| Укупно            | 45.823         | 56.048         |